# 考洛乔伊·毛尔吉特
考洛乔伊·毛尔吉特（匈牙利語：Kalocsai Margit，1909年12月27日—1993年11月23日），匈牙利女子竞技体操运动员。她曾代表匈牙利获得1936年夏季奥运会体操比赛女子团体全能铜牌。她于1993年在埃尔德去世。